# Samphon Mao
Samphon Mao, född 9 december 1949, är en friidrottare från Kambodja. Han deltog vid olympiska sommarspelen 1972.